# Miasta Palau
Według danych oficjalnych pochodzących z 2012 roku Palau posiadało ponad 10 miast o ludności przekraczającej 50 mieszkańców. Stolica kraju Ngerulmud znajduje się na 5 miejscu spośród największych miast, dawna stolica Koror jako jedyne miasto liczyło ponad 5 tys. mieszkańców; 2 miasta z ludnością 1÷5 tys. oraz reszta miast poniżej 1 tys. mieszkańców.

## Największe miasta na Palau
Największe miasta na Palau według liczebności mieszkańców (stan na 01.01.2012):
| L.p. | Miasto               | Stan     | Liczba ludności |
| ---- | -------------------- | -------- | --------------- |
| 1.   | Koror                | Koror    | 8 895           |
| 2.   | Airai                | Airai    | 1 285           |
| 3.   | Meyuns               | Koror    | 1 056           |
| 4.   | Kloulklubed          | Peleliu  | 818             |
| 5.   | Ngerulmud (Melekeok) | Melekeok | 632             |

## Alfabetyczna lista miast na Palau
Spis miast Palau powyżej 50 mieszkańców według danych szacunkowych z 2012 roku:
- Airai
- Chol
- Dongosaru
- Hatohobei
- Imeong
- Kayangel
- Kloulklubed
- Koror
- Meyuns
- Ngaramash
- Ngerulmud (Melekeok)
- Ngerkeai
- Ngermechau
- Ngetkip
- Oikul
- Ollei
- Ulimang